# Francesca Calò
Francesca Calò (Berna, 25 maggio 1995) è una calciatrice svizzera, difensore e capitano dell'Altach/Vorderland.
Già nazionale svizzera, oltre ad aver maturato presenze con le giovanili Under-17 e Under-19 ha indossato la maglia della nazionale maggiore in 9 occasioni tra il 2018 e il 2020.

## Carriera

### Club
Originaria del canton Berna, Calò ha giocato dapprima, inizialmente a livello giovanile nello Young Boys, squadra della quale è stata capitano per molti anni, prima di trasferirsi in Germania al Werder Brema, con il quale ha esordito in Frauen-Bundesliga.
Nell'estate 2019 firma un contratto biennale con il Colonia, rinnovato poi per una terza stagione.
Conclusi i termini contrattuali si è poi trasferita in Austria per la sua seconda esperienza estera in carriera, firmando il 1º luglio 2022 per l'SPG SCR Altach/FFC Vorderland un contratto biennale.

### Nazionale
Ha fatto il suo debutto internazionale contro la Finlandia nella Cyprus Cup 2018.

## Statistiche

### Presenze e reti nei club
Statistiche (parziali) aggiornate al 21 ottobre 2023.
| Stagione                 | Squadra                  | Campionato               | Campionato | Campionato | Coppe nazionali | Coppe nazionali | Coppe nazionali | Coppe Internazionali | Coppe Internazionali | Coppe Internazionali | Altre coppe | Altre coppe | Altre coppe | Totale | Totale |
| Stagione                 | Squadra                  | Comp                     | Pres       | Reti       | Comp            | Pres            | Reti            | Comp                 | Pres                 | Reti                 | Comp        | Pres        | Reti        | Pres   | Reti   |
| ------------------------ | ------------------------ | ------------------------ | ---------- | ---------- | --------------- | --------------- | --------------- | -------------------- | -------------------- | -------------------- | ----------- | ----------- | ----------- | ------ | ------ |
| 2018-2019                | Werder Brema             | FB                       | 5          | 0          | CG              | 0               | 0               | -                    | -                    | -                    | -           | -           | -           | 5      | 0      |
| 2019-2020                | Colonia                  | FB                       | 22         | 0          | CG              | 1               | 0               | -                    | -                    | -                    | -           | -           | -           | 23     | 0      |
| 2020-2021                | Colonia                  | FB                       | 16         | 0          | CG              | 2               | 0               | -                    | -                    | -                    | -           | -           | -           | 18     | 0      |
| 2021-2022                | Colonia                  | FB                       | 9          | 0          | CG              | 2               | 0               | -                    | -                    | -                    | -           | -           | -           | 11     | 0      |
| Totale Colonia           | Totale Colonia           | Totale Colonia           | 47         | 0          | -               | 5               | 0               | -                    | -                    | -                    | -           | -           | -           | 52     | 0      |
| 2022-2023                | Altach/Vorderland        | FB                       | 18         | 1          | CA              | ?               | ?               | -                    | -                    | -                    | -           | -           | -           | 18     | 1      |
| 2023-2024                | Altach/Vorderland        | FB                       | 7          | 0          | CA              | ?               | ?               | -                    | -                    | -                    | -           | -           | -           | 7+     | 0+     |
| Totale Altach/Vorderland | Totale Altach/Vorderland | Totale Altach/Vorderland | 25         | 1          | -               | ?               | ?               | -                    | -                    | -                    | -           | -           | -           | 25+    | 1+     |
| Totale carriera          | Totale carriera          | Totale carriera          | 77         | 1          |                 | 5+              | 0+              | -                    | -                    | -                    | -           | -           | -           | 82+    | 1+     |

### Cronologia presenze e reti in nazionale
| Cronologia completa delle presenze e delle reti in nazionale ― Svizzera | Cronologia completa delle presenze e delle reti in nazionale ― Svizzera | Cronologia completa delle presenze e delle reti in nazionale ― Svizzera | Cronologia completa delle presenze e delle reti in nazionale ― Svizzera | Cronologia completa delle presenze e delle reti in nazionale ― Svizzera | Cronologia completa delle presenze e delle reti in nazionale ― Svizzera | Cronologia completa delle presenze e delle reti in nazionale ― Svizzera | Cronologia completa delle presenze e delle reti in nazionale ― Svizzera |
| Data                                                                    | Città                                                                   | In casa                                                                 | Risultato                                                               | Ospiti                                                                  | Competizione                                                            | Reti                                                                    | Note                                                                    |
| ----------------------------------------------------------------------- | ----------------------------------------------------------------------- | ----------------------------------------------------------------------- | ----------------------------------------------------------------------- | ----------------------------------------------------------------------- | ----------------------------------------------------------------------- | ----------------------------------------------------------------------- | ----------------------------------------------------------------------- |
| 2-5-2018                                                                | Larnaca                                                                 | Svizzera                                                                | 4 – 0                                                                   | Finlandia                                                               | Cyprus Cup 2018 - 1º turno                                              | -                                                                       | 46’                                                                     |
| 5-3-2018                                                                | Larnaca                                                                 | Svizzera                                                                | 0 – 0                                                                   | Galles                                                                  | Cyprus Cup 2018 - 1º turno                                              | -                                                                       | 56’                                                                     |
| 4-3-2019                                                                | Vila Real de Santo António                                              | Svizzera                                                                | 3 – 1                                                                   | Portogallo                                                              | Algarve Cup 2019 - 1º turno                                             | -                                                                       | 61’                                                                     |
| 6-3-2019                                                                | Albufeira                                                               | Svizzera                                                                | 0 – 2                                                                   | Spagna                                                                  | Algarve Cup 2019 - finale 7º/8º posto                                   | -                                                                       | 46’                                                                     |
| 29-5-2019                                                               | Ferrara                                                                 | Italia                                                                  | 3 – 1                                                                   | Svizzera                                                                | Amichevole                                                              | -                                                                       | 79’                                                                     |
| 6-3-2020                                                                | Marbella                                                                | Svizzera                                                                | 1 – 1                                                                   | Austria                                                                 | Amichevole                                                              | -                                                                       | 46’                                                                     |
| 10-3-2020                                                               | Marbella                                                                | Austria                                                                 | 1 – 2                                                                   | Svizzera                                                                | Amichevole                                                              | -                                                                       |                                                                         |
| 18-9-2020                                                               | Zaprešić                                                                | Croazia                                                                 | 1 – 1                                                                   | Svizzera                                                                | Qual. Euro 2022                                                         | -                                                                       | 71’                                                                     |
| 27-10-2020                                                              | Mogoșoaia                                                               | Romania                                                                 | 0 – 2                                                                   | Svizzera                                                                | Qual. Euro 2022                                                         | -                                                                       |                                                                         |
| Totale                                                                  |                                                                         | Presenze                                                                | 9                                                                       |                                                                         | Reti                                                                    | 0                                                                       |                                                                         |